# Суранов Олександр Степанович
Олександр Степанович Суранов (рос. Александр Степанович Сура́нов; 1913—2009) — радянський конструктор авіаційної автоматичної зброї. Лауреат двох Сталінських премій ІІ ступеня.

## Біографія
Із 1935 року працює в ОКБ-16 (нині КБ Точмаш імені О. Е. Нудельмана). У квітні 1941 року Суранов (спільно зі Нудельманом) приступає до самостійної розробки 37-мм автоматичної авіаційної гармати П-11, проєкт був затверджений 15 червня 1941 року, а 27 липня 1941 року вже був готовий дослідний зразок. У серпні 1941 року проведені налагодження і заводські випробування П-11. У жовтні 1941 року — березні 1942 року пройшли державні випробування. За результатами випробувань вирішено переробити гармату під інший патрон (Ш-37), протягом трьох місяців Суранов спішно переробляє конструкцію, яка після державних і військових випробувань була прийнята на озброєння з назвою НС-37 (Нудельман-Суранов, калібр 37 мм).
На початку липня 1943 року вийшла постанова ДКО СРСР, згідно з яким необхідно було розробити 45-мм автоматичну авіаційну гармату, розробка якої доручено паралельно ОКБ-15 і ОКБ-16. Суранов на основі НС-37 успішно створює автоматичну гармату калібру 45 мм (гармата Ш-45 конструкції ОКБ-15 не пройшла державних випробувань), при цьому витримавши габарити НС-37, що строго було обумовлено в техзавданні: особливо складним було створення ствола нової гармати, який повинен був поміщатися в стандартну втулку гвинта літакового двигуна ВК-105, ВК-107 (встановлюються на літаках Як-9), щоб не переробляти конструкцію цих двигунів. При цьому товщина дулової стінки становила всього 4 мм. На даній гарматі було встановлено дулове гальмо, а саме це було вперше в СРСР із застосуванням для авіаційної гармати. Після державних і військових випробувань гармата отримала назву НС-45 (Нудельман-Суранов, 45 мм) і в 1944 році почався її серійний випуск.
В ОКБ-16 (в 1943 році) на основі переробки протитанкового патрона 14,5 мм створюється новий 23-мм патрон, а потім під керівництвом Суранова створюється автоматична авіаційна гармата під розроблений патрон. 4 травня 1944 року успішно пройшли наземні державні випробування гармати, а 7 червня пройшли і льотні випробування на літаку Як-9, 10 жовтня 1944 року ДКО СРСР прийняв гармату на озброєння під маркою НС-23 (Нудельман-Суранов, 23 мм).
У 1951 році Суранов закінчив Московський вечірній машинобудівний інститут.
Помер у 2009 році .

## Нагороди та премії
- Сталінська премія ІІ ступеня (1943) — за розробку нового зразка артилерійського озброєння
- Сталінська премія ІІ ступеня (1945) — за розробку нових авіаційних гармат[1]
- орден Леніна - Указом Президії Верховної Ради СРСР «Про нагородження орденами і медалями працівників ордена Леніна заводу № 74 Народного комісаріату озброєння» від 5 січня 1944 року «за видатні заслуги у справі освоєння нових видів авіаційного та стрілецького озброєння та зразкове виконання завдань Державного комітету оборони щодо збільшення випуску озброєння для фронту»[2]
- орден Вітчизняної війни I ступеня
- орден Трудового Червоного Прапора
- орден Червоної Зірки
- орден Дружби народів
- інші медалі